# Лозовое (Бахмутский район)
Лозово́е (укр. Лозове) — село в Светлодарской городской общине Бахмутского района Донецкой области Украины.

## География
В Донецкой области имеется ещё два одноимённых населённых пункта, в том числе село Лозовое в соседнем Покровском районе (находится на западной окраине Донецка).

## Общие сведения
Население по переписи 2001 года составляло 48 человек.
Почтовый индекс — 84580. Телефонный код — 6274.